# Liste der Highways in Nunavut
Das Straßennetz im kanadischen Territorium Nunavut ist bislang noch recht dünn ausgebaut. Überregionale Verbindungen sind keine vorhanden, die vorhandenen sieben Highways erschließen das Umland um die jeweiligen Städte. Eine Nummerierung der Highways ist noch nicht erfolgt. Winter roads werden im Hochwinter, wenn der Untergrund entsprechend gefroren ist, eingerichtet und stehen bis zur Schmelze zur Verfügung.

## Highways
| Name                            | Beginn        | Ende                    | Länge in Kilometer |
| ------------------------------- | ------------- | ----------------------- | ------------------ |
| Arctic Bay to Nanisivik Highway | Arctic Bay    | Nanisivik               | 21                 |
| Eureka Highway                  | Eureka        | Flughafen Eureka        | 20                 |
| Federal Road, Iqaluit           | Iqaluit       | Flughafen Iqaluit       | 3                  |
| Road to Apex, Iqaluit           | Iqaluit       | Apex                    | 5                  |
| Alert to Alert Airport Road     | Alert         | Flughafen Alert         | 6                  |
| Ovayok Road                     | Cambridge Bay | Ovayok Territorial Park | 17                 |
| Coral Harbour Airport Road      | Coral Harbour | Coral Harbour           | 11                 |

## Winter roads
| Name                             | Beginn       | Ende           | Länge in Kilometer |
| -------------------------------- | ------------ | -------------- | ------------------ |
| Tibbitt to Contwoyto Winter Road | Tibbitt Lake | Contwoyto Lake | 605                |